# Sivignon
Sivignon là một xã ở tỉnh Saône-et-Loire, trong vùng Bourgogne-Franche-Comté của Pháp.

## Thông tin nhân khẩu
Theo điều tra dân số năm 1999, xã này có dân số 202 người.
Con số ước tính năm 2005 là 186 người.